# Дрейзін Юліян Миколайович
Юліан Миколайович Дрейзін (21 червня 1879, Катеринослав, Російська імперія (нині — м. Дніпро, Україна) — 28 березня 1942,с. Німчиновка, Одинцовський район, Московська область, Російська Федерація) — музикознавець, публіцист, перекладач, педагог; автор роботи «Музика і революція» — першого дослідження в галузі музикознавства в Білорусі.
Переклав білоруською мовою низку творів античних авторів («Антігона» Софокла, «Іліаду» Гомера). Відомо понад 820 його перекладів, пов'язаних із музикою. Уклав словник «Музичні терміни» (опублікований в серії «Білоруська наукова термінологія»).

## Біографія
Народився в 1879 в сім'ї лікаря і акушерки. Першу освіту здобув у Віленській гімназії, потім закінчив медичний факультет Юрьївського університету. Випускник Московського університету (1908), закінчив історико-філологічний факультет. Брав приватні уроки у професорів Московської консерваторії.
Викладав грецьку та латинську мови, а також теоретичні курси в навчальних закладах Могильова. У 1919 заснував тут перший громадський симфонічний оркестр в Білорусі, який складався з двадцяти чоловік, де Юліан Дрейзін виконував партію першої скрипки. З 1925-1935 в Мінську, викладав історію та теорію музики в Білоруському педагогічному, Білоруському музичному технікумах і Білоруській державній консерваторії, античні мови — в Камвузі і БДУ, працював у Інституті білоруської культури, Академії наук, білоруським радіокомітеті. З його ініціативи по білоруському радіо транслювалися концерти білоруських співаків.
У другій половині 1920-х був членом Білоруського товариства драматичних письменників і композиторів. З вересня 1926 — один з найактивніших співробітників товариства. У 1929 направлений на першу всеросійську музичну конференцію в Санкт-Петербург. У 1930 на кошти товариства видаються його переклади. У 1930-х з початком репресій білоруського інтелігенції був неодноразово критикований за помилки «контрреволюційного характеру». Незабаром був виключений з Білоруського товариства драматичних письменників і композиторів і секції композиторів Білорусі.
У 1931 (або в 1932) правління товариства повідомило, що «комісія по перевірці складу членів Т-під виключила зі складу Т-во … Юліяна Дрейзіна, як ідеологічно чужого і такого, що досі не порвав з минулим і не визнав свої помилки».".
Останньою статтею Ю. Дрейзіна стала публікація «Музичне життя Білорусії», після якої в газетах «ЛІМ» і «Зьвязда» з'явилися статті — «обвинувальні вироки» Х. Дунця і Я. Шараховського. Написавши «покаяльний» лист, вчений з родиною в 1935 виїхав з Мінська і оселився в селищі Німчиновка під Москвою. Пізніше викладав грецьку мову у вищих навчальних закладах столиці Російської федерації. У 1938-1942 викладач, потім доцент філологічного факультету Московського університету і педагогічного інституту.
Помер у 1942 в Немчиновці. Мав дочку — Віру Дрейзін.